# پرسی بروک
پرسی بروک (انگلیسی: Percy Brooke؛ 12 May 1893 – ۱۹۷۱ (۷۷−۷۸ سال)) بازیکن فوتبال اهل بریتانیا بود.
از باشگاه‌هایی که در آن بازی کرده‌است می‌توان به باشگاه فوتبال استوک سیتی، باشگاه فوتبال آکرینگتون استنلی، و باشگاه فوتبال سوئیندون تاون اشاره کرد.